# Eilema unita
Eilema unita là một loài bướm đêm thuộc phân họ Arctiinae, họ Erebidae.